# كارل هول
كارل هول (بالألمانية: Karl Holl)‏ (و. 1866 – 1926 م) هو مؤرخ المسيحية، ومؤرخ، وعالم عقيدة، وأستاذ جامعي ألماني، ولد في توبينغن، وكان عضوًا في الأكاديمية البروسية للعلوم، توفي في برلين، عن عمر يناهز 60 عاماً.

## التعليم
تعلم في جامعة توبنغن.